# Гилмор, Изабелла
Изабе́лла Ги́лмор (англ. Isabella Gilmore), урождённая Изабе́лла Мо́ррис (англ. Isabella Morris; 17 июля 1842, Вудфорд, Эссекс, Соединённое Королевство Великобритании и Ирландии — 15 марта 1923, Паркстон, Дорсет, Соединённое Королевство Великобритании и Северной Ирландии) — диаконисса в Церкви Англии, длительное время несла активное служение в бедных приходах на юге Лондона. Её усилиями в англиканской церкви был возрождён епархиальный институт диаконисс. Святая.

## Ранние годы и брак
Родилась 17 июля 1842 года в Вудфорд-Холле в Вудфорде, предместье Лондона в графстве Эссекс. Изабелла была восьмым ребёнком из десяти детей в семье представителей среднего класса — вексельного брокера Уильяма Морриса и Эммы Моррис, урождённой Шелтон, дочери учителя музыки. Она была младшей сестрой писателя и художника Уильяма Морриса. Отец Изабеллы умер, когда ей было пять лет.
Детство Изи, как звали её домашние, было счастливым. Она росла «маленьким сорванцом». В дошкольные годы её образованием занималась гувернантка. Затем она обучалась в частной школе в Брайтоне и пансионе для девушек в Клифтоне под Бристолем. Завершив образование в возрасте семнадцати лет, на балу дебютанток познакомилась со своим будущим мужем, офицером королевского военно-морского флота Артуром Гамильтоном Гилмором, с которым сочеталась браком 18 сентября 1860 года. В ноябре 1882 года Арчи, так Изабелла звала супруга, скончался от менингита. Детей в их браке не было. Овдовев, она переехала к матери.

## Служение
Преодолев сопротивление родственников, Изабелла прошла курсы медицинских сестёр и поступила на работу в больницу Гая в Лондоне, где вскоре стала старшей медицинской сестрой. В 1884 году, после смерти брата Томаса Рэнделла Морриса, она приняла опеку над восемью его несовершеннолетними детьми.
В 1886 году епископ Рочестера Энтони Торольд предложил Изабелле возродить институт диаконисс в его епархии. Сначала она отказалась из-за отсутствия у неё соответствующей подготовки и богословского образования. Но после молитвы во время утреннего богослужения в октябре 1886 года Изабелла приняла предложение епископа. Вместе они составили устав, согласно которому призвание диакониссы представляло собой служение медицинской сестры, работницы социального обеспечения и помощницы правоохранительных органов.
16 апреля 1887 года Изабелла была рукоположена в сан. Тогда же был основан первый дом нового епархиального института на Парк-Хилл в Клэпхэме, который ныне в честь неё называется Гилмор-хаус. В отличие от диаконисс Элизабет Ферард, её старшей современницы, диакониссы Изабеллы Гилмор при посвящении в сан не приносили религиозных обетов. В течение следующих почти двадцати лет она несла активное служение в бедных приходах на юге Лондона. О служении Изабеллы, её брат Уильям Моррис писал ей: «Я проповедую социализм, вы его практикуете». Трудами Гилмор институт диаконисс получил распространение во всей англиканской церкви. Она лично подготовила семь главных диаконисс для других епархий.
В 1891 году епископом Рочестера стал Томас Рэнделл Дэвидсон, с которым у основательницы института сложилось конструктивное сотрудничество. При нём диакониссы начали социальное служение в семьях бедных крестьян и моряков королевского флота. В 1906 году Изабелла ушла на покой и поселилась в городе Райгит, в графстве Суррей. На покое она продолжала переписываться со своими ученицами в англиканских епархиях по всему миру. Изабелла Гилмор умерла в Паркстоне, в графстве Дорсет 15 марта 1923 года. Она была похоронена на кладбище в Лайм-Риджис рядом с мужем.

## Память
День памяти Изабеллы Гилмор, внесённой в Календарь святых Церкви Англии и некоторых других англиканских церквей, ежегодно отмечается 16 апреля, в день её посвящения в диакониссы. В память о ней в Саутваркском соборе установлен памятник.